# 유로비전 송 콘테스트의 언어 목록
다음은 유로비전 송 콘테스트의 언어 목록이다. 현재까지 총 60개의 언어가 등장했다.

## 참가 언어 목록
| 순서 | 언어                            | 첫 등장한 연도 | 국가                |
| ---- | ------------------------------- | -------------- | ------------------- |
| 1    | 네덜란드어                      | 1956           | 네덜란드            |
| 2    | 독일어                          | 1956           | 스위스              |
| 3    | 프랑스어                        | 1956           | 벨기에              |
| 4    | 이탈리아어                      | 1956           | 이탈리아            |
| 5    | 스페인어                        | 1957           | 독일                |
| 6    | 영어                            | 1957           | 영국                |
| 7    | 덴마크어                        | 1957           | 덴마크              |
| 8    | 스웨덴어                        | 1958           | 스웨덴              |
| 9    | 룩셈부르크어                    | 1960           | 룩셈부르크          |
| 10   | 노르웨이어                      | 1960           | 노르웨이            |
| 11   | 사미어                          | 1960           | 노르웨이            |
| 12   | 핀란드어                        | 1961           | 핀란드              |
| 13   | 세르비아어 (세르보크로아트어)   | 1961           | 유고슬라비아        |
| 14   | 크로아티아어 (세르보크로아트어) | 1963           | 유고슬라비아        |
| 15   | 포르투갈어                      | 1964           | 포르투갈            |
| 16   | 보스니아어 (세르보크로아트어)   | 1964           | 유고슬라비아        |
| 17   | 슬로베니아어                    | 1966           | 유고슬라비아        |
| 18   | 빈 독일어                       | 1971           | 오스트리아          |
| 19   | 몰타어                          | 1971           | 몰타                |
| 20   | 아일랜드어                      | 1972           | 아일랜드            |
| 21   | 히브리어                        | 1973           | 이스라엘            |
| 22   | 그리스어                        | 1974           | 그리스              |
| 23   | 튀르키예어                      | 1975           | 튀르키예            |
| 24   | 아랍어                          | 1980           | 모로코              |
| 25   | 아이슬란드어                    | 1986           | 아이슬란드          |
| 26   | 로만슈어                        | 1989           | 스위스              |
| 27   | 나폴리어                        | 1991           | 이탈리아            |
| 28   | 아이티 크레올어                 | 1992           | 프랑스              |
| 29   | 코르시카어                      | 1993           | 프랑스              |
| 30   | 에스토니아어                    | 1994           | 에스토니아          |
| 31   | 루마니아어                      | 1994           | 루마니아            |
| 32   | 슬로바키아어                    | 1994           | 슬로바키아          |
| 33   | 리투아니아어                    | 1994           | 리투아니아          |
| 34   | 헝가리어                        | 1994           | 헝가리              |
| 35   | 러시아어                        | 1994           | 러시아              |
| 36   | 폴란드어                        | 1994           | 폴란드              |
| 37   | 고대 그리스어                   | 1995           | 그리스              |
| 38   | 포어아를베르크어                | 1996           | 오스트리아          |
| 39   | 브르타뉴어                      | 1996           | 프랑스              |
| 40   | 마케도니아어                    | 1998           | 북마케도니아        |
| 41   | 사모기티아어                    | 1999           | 리투아니아          |
| 42   | 남바이에른어                    | 2003           | 오스트리아          |
| 43   | 인공 언어                       | 2003           | 벨기에              |
| 44   | 라트비아어                      | 2004           | 라트비아            |
| 45   | 카탈루냐어                      | 2004           | 안도라              |
| 46   | 우크라이나어                    | 2004           | 우크라이나          |
| 47   | 버로어                          | 2004           | 에스토니아          |
| 48   | 몬테네그로어                    | 2005           | 세르비아 몬테네그로 |
| 49   | 알바니아어                      | 2006           | 알바니아            |
| 50   | 타히티어                        | 2006           | 모나코              |
| 51   | 불가리아어                      | 2007           | 불가리아            |
| 52   | 체코어                          | 2007           | 체코                |
| 53   | 아르메니아어                    | 2007           | 아르메니아          |
| 54   | 롬어                            | 2009           | 체코                |
| 55   | 스와힐리어                      | 2011           | 노르웨이            |
| 56   | 우드무르트어                    | 2012           | 러시아              |
| 57   | 아제르바이잔어                  | 2012           | 불가리아            |
| 58   | 조지아어                        | 2012           | 조지아              |
| 59   | 폰토스 그리스어                 | 2016           | 그리스              |
| 60   | 크림 타타르어                   | 2016           | 우크라이나          |
| 61   | 벨라루스어                      | 2017           | 벨라루스            |

- 1970년대 중반까지 언어 등장이 많은 이유는 당시 규정상 자국의 언어로만 출전해야 하였기 때문이다. 규정이 깨진 이후, 지역언어와 타국가의 언어(영어가 대체적으로 많이 쓰임)등이 쓰이기 시작했다.
- 1994년 이후 언어 등장이 다시 많아진 이유는 동구권의 붕괴로 많은 국가가 참가하였기 때문이다.
- 2003년 벨기에의 곡이 처음 인공언어로 쓰인 이후, 2006년과 2008년에 인공언어로 쓰인 곡이 참가했다.

## 자국 언어를 사용하지 않은 국가
- 벨라루스 - 2004년 첫 참가 이후  2017년 이전 벨라루스어로 된 곡으로 한 번도 참가하지 않았다.
- 아제르바이잔 - 2009년 첫 참가 이후 아제르바이잔어로 된 곡으로 한 번도 참가하지 않았다. 아제르바이잔어의 곡이 처음 나온 국가는 불가리아이다.[6]

## 같이 보기
- 유로비전 송 콘테스트
- 튀르크비전 송 콘테스트
- 나라별 유로비전 송 콘테스트 목록